# Fodor József (hegedűművész)
Fodor József (Joseph Fodor) (Venlo, Hollandia, 1752 – Szentpétervár, 1828. október 3.) hegedűművész, zeneszerző.

## Pályája
Franz Benda tanítványa volt Berlinben. Sokat turnézott, 1787-ben Párizsban, 1794-ben Szentpétervárott telepedett le. Kilenc hegedűversenyt, több hegedűdarabot, duettet és vonósnégyest írt. Leánya volt Fodor Josephine opera-énekesnő.